# Lixin Shuiku
Lixin Shuiku (kinesiska: 立新水库) är en reservoar i Kina. Den ligger i provinsen Guangdong, i den södra delen av landet, omkring 75 kilometer sydost om provinshuvudstaden Guangzhou. Runt Lixin Shuiku är det i huvudsak tätbebyggt.
Genomsnittlig årsnederbörd är 2 102 millimeter. Den regnigaste månaden är maj, med i genomsnitt 423 mm nederbörd, och den torraste är januari, med 26 mm nederbörd.